# Barbie Dreams
«Barbie Dreams» es una canción de la rapera trinitense Nicki Minaj incluida en su álbum Queen, fue lanzada el 14 de agosto de 2018 por Young Money Entertainment y Cash Money Records como el tercer sencillo del álbum. 

## Antecedentes
En una entrevista para la revista Elle en junio de 2018, Minaj lamentó la muerte de la carne de res del rap [una referencia hacia The Notorious B.I.G.], algo que amaba y sentía que se había disipado, por lo que quería devolver esa energía con un espíritu divertido. El 10 de agosto de 2018, Minaj reveló la lista final de canciones para su cuarto álbum de estudio, Queen,que incluía una canción titulada "Barbie Dreams" en el número tres.

## Recepción crítica
Mosi Reeves de Rolling Stone comentó sobre la canción diciendo "La pieza central [del álbum] es "Barbie Dreams", una revisión viral de "Just Playing (Dreams)" de The Notorious B.I.G.. Mientras Biggie babeaba por "perras R&B", Nicki Minaj "sueña con follar uno de estos pequeños raperos, y los reduce a la medida del proceso."
Kathy Iandoli de Billboard calificó la canción como una pista destacada en el álbum. Ben Beaumont-Thomas de The Guardian declaró: "Es la pista perfecta para una chismosa, edad meme-obsesionada, y Minaj elegantemente se pone a sí misma en la parte delantera de la conversación de comunicación social".
Brianna Younger de Pitchfork pensó que el [sencillo] es una "carta de despido flamethrowing entregado con un guiño. Colocando algunos de los nombres más importantes del rap en su punto de mira".
En Variety, Ad Amorosi lo describió como un "hilarante ataque de rap modelado a partir del "Just Playing (Dreams) de The Notorious B.I.G. y su rasgadura en las populares cantantes de R&B de su época, excepto que esta vez, son los hombres de hip-hop los que obtienen una paliza juguetona".
Israel Daramola de Spin [declaró] "Haciéndose eco de Biggie, Minaj nos recuerda a lo largo de «Barbie Dreams» que "solo está jugando". Sin embargo, lo que hace que la canción sea tan genial es que es lo suficientemente cruel y personal como para hacerte preguntarte si tal vez no lo es. La canción no te deja pensando si Minaj fue demasiado lejos, sino que se deleitaba con su alegría por el orgullo de los hombres que dominan el género. Para una canción, al menos.
En diciembre de 2018, Billboard clasificó a "Barbie Dreams" como la 95.ª mejor canción del año.

## Video musical
El vídeo oficial de la canción se subió el 10 de septiembre de 2018, fue dirigido por Hype Williams. En el vídeo se muestra a Nicki Minaj en modo relajado con unos títeres, haciendo sus típicos movimientos parecidos al twerking pero sin llegar a tanto en comparación con videos como Anaconda o Good Form. Actualmente, el vídeo cuenta con más de 110 millones de reproducciones.

## Recepción comercial
En Estados Unidos, «Barbie Dreams» debutó en la posición número 18 del Billboard Hot 100, simultáneamente apareciendo en la posición número 4 del Digital Songs Sales y en la número 13 del Streaming Songs, marcando el mejor debut de esa semana. La semana siguiente cayó a la posición número 38. Durante la siguiente semana, la canción se encontró en la posición número 45. Después, en su cuarta semana cayó nuevamente hasta la posición número 63. La semana siguiente subió a la posición número 45, marcando el salto más grande en streaming de esa semana, debido al estreno del video musical de la canción. En su sexta semana, cayó a la posición número 57. La semana siguiente se encontró en la posición número 70, marcando su séptima y última semana en la lista.
En otros países, «Barbie Dreams» alcanzó el Top Ten en Nueva Zelanda y en Suecia, mientras que el Top 40 en Reino Unido.

## Posicionamiento en las listas

### Gráficos semanales
| País           | Lista                   | Mejor Posición | Ref.   |
| 2018           | 2018                    | 2018           | 2018   |
| -------------- | ----------------------- | -------------- | ------ |
| Australia      | ARIA                    | #57            | [ 19 ] |
| Canadá         | Canadian Hot 100        | #43            | [ 20 ] |
| Estados Unidos | Billboard Hot 100       | #18            | [ 21 ] |
| Estados Unidos | Digital Songs Sales     | #4             | [ 22 ] |
| Estados Unidos | Streaming Songs         | #13            | [ 23 ] |
| Estados Unidos | Hot R&B/Hip-Hop Songs   | #13            | [ 24 ] |
| Estados Unidos | Hot Rap Songs           | #11            | [ 25 ] |
| Estados Unidos | Rhythmic Songs          | #12            | [ 26 ] |
| Escocia        | Official Charts Company | #60            | [ 27 ] |
| Eslovaquia     | Singles Digitál Top 100 | #92            | [ 28 ] |
| Irlanda        | IRMA                    | #41            | [ 29 ] |
| Nueva Zelanda  | Recorded Music NZ       | #3             | [ 30 ] |
| Reino Unido    | UK Singles Chart        | #36            | [ 31 ] |
| Suecia         | Sverigetopplistan       | #7             | [ 32 ] |

## Certificaciones
| País                                                                                          | Organismo certificador | Certificación | Ventas     | Ref.   |
| --------------------------------------------------------------------------------------------- | ---------------------- | ------------- | ---------- | ------ |
| Estados Unidos                                                                                | RIAA                   | Platino       | 1,000,000* | [ 33 ] |
| Australia                                                                                     | ARIA                   | Oro           | 35,000*    | [ 34 ] |
| (*) Ventas basas únicamente en la certificación Todas las certificaciones incluyen streaming. |                        |               |            |        |

## Crédito y personal
Créditos y personal adaptado de las notas del álbum Queen.
Grabación
- Grabado en Glenwood Place Studios, Burbank, California
- Mezclado en Larrabee Sound Studios , North Hollywood , California
- Masterizado en Chris Athen Masters, Austin, Texas

Personal
- Nicki Minaj  - vocales
- Rashad "Ringo" Smith  - producción
- Mel y mus
- Aubry "Big Juice" Delaine - ingeniería de registros
- Laura Bates - asistencia de registro de ingeniería
- Todd Bergman - asistencia de ingeniería de registro
- Jaycen Joshua  - mezclando
- David Nakaji - asistencia a la mezcla
- Ben Milchev - asistencia a la mezcla
- Chris Athens - Masterización

## Historial de lanzamiento
| Región         | Fecha                | Formato                     | Etiquetas                                    | Ref.   |
| -------------- | -------------------- | --------------------------- | -------------------------------------------- | ------ |
| Todo el Mundo  | 10 de agosto de 2018 | Descarga digital            | Young Money Entertainment Cash Money Records | [ 1 ]  |
| Estados Unidos | 14 de agosto de 2018 | Radio rítmica contemporánea | Young Money Entertainment Cash Money Records | [ 35 ] |